# Гусейнов Камран Асад огли
Камран (Кямран) Асад огли Гусейнов (5 грудня 1913, село Черелі Зангезурського повіту Єлизаветпольської губернії, тепер Кубатлинського району, Азербайджан — 19 квітня 2006, місто Баку, Азербайджан) — радянський діяч, заступник голови Ради міністрів Азербайджанської РСР, секретар ВЦРПС. Депутат Верховної ради РРФСР 7-го скликання. Депутат Верховної ради Азербайджанської РСР 2—5-го та 8—9-го скликань. Доктор історичних наук (1967).

## Життєпис
Народився в селянській родині. Трудову діяльність розпочав з 1925 року.
У 1934—1938 роках — робітник, бригадир, помічник виконроба, начальник цеху Бакинського сажового заводу Азербайджанської РСР.
У 1938—1940 роках — слухач робітничого факультету при Харківському інженерно-будівельному інституті.
Член ВКП(б) з 1939 року.
З 1940 до 1941 року навчався в Промисловій академії та в Азербайджанському індустріальному інституті.
У 1941—1944 роках — партійний організатор ЦК ВКП(б) заводу імені 1-го Травня міста Сумгаїт Азербайджанської РСР.
У 1944—1945 роках — секретар Сумгаїтського районного комітету КП(б) Азербайджану із кадрів.
У 1945—1947 роках — 1-й секретар Кіровського районного комітету КП(б) Азербайджану міста Баку.
У 1947—1949 роках — слухач Вищої партійної школи при ЦК КП(б) Азербайджану в Баку. У 1949 році закінчив історичний факультет Азербайджанського державного педагогічного інституту.
У 1949—1952 роках — партійний організатор ЦК ВКП(б) Мінгечаурбуду Азербайджанської РСР.
У 1952—1953 роках — 1-й секретар Нефтчалинського районного комітету КП Азербайджану Бакинської області.
У 1953 році — відповідальний організатор ЦК КП Азербайджану.
У 1953—1958 роках — 1-й секретар Сумгаїтського міського комітету КП Азербайджану.
У 1958—1961 роках — голова Азербайджанської республіканської Ради професійних спілок.
26 травня 1961 — 27 лютого 1968 року — секретар та член Президії ВЦРПС.
У лютому 1968 — 1980 року — заступник голови Ради міністрів Азербайджанської РСР.
У 1980—1993 роках — голова Азербайджанської республіканської торгово-промислової палати.
У 1993 — 19 квітня 2006 року — радник торгово-промислової палати Азербайджану. Персональний пенсіонер.
Помер 19 квітня 2006 року в місті Баку.

## Нагороди
- чотири ордени Трудового Червоного Прапора (1958,)
- орден «Знак Пошани» (1946)
- орден Дружби народів
- орден Дружби (Російська Федерація) (15.12.2003)
- орден «Слава» (Азербайджан) (15.12.1998)
- дві медалі «За трудову доблесть»
- медалі